# Мелбю
 За шведския футболист със същата фамилия вижте Юхан Мелбю.  
Мѐлбю (на шведски: Mjällby, на шведски се произнася [ˈmjɛlby], поради наличие на йотация има разлика между произношението и правописа) е малък град в Южна Швеция, лен Блекинге, община Сьолвесбори. Разположен е на 2 km от брега на Балтийско море. Намира се на около 380 km на юг от столицата Стокхолм. Риболовът е основен отрасъл в икономиката на града. Ползва пристанището на съседния град Нугерсунд. Населението на града е 1371 жители, по приблизителна оценка от декември 2017 г.

## Спорт
Представителният футболен отбор на града се казва Мелбю АИФ. От 2010 г. е участник е в Шведската лига Алсвенскан.

## Личности
Родени
- Ларш Хьормандер (1931 – 2012), шведски математик